# Colony Club Gutenhof
De Colony Club Gutenhof is een sportclub in Neder-Oostenrijk, ten zuidoosten van Wenen.

## Landgoed Gutenhof
Het landgoed wordt reeds in 1108 Gutenhof genoemd, in 1120 werd ook de naam Utenhof gebruikt. Toen in 1485 de Hongaarse koning Matthias Corvinus de stad Wenen veroverde, werd ook Utenhof geplunderd en in brand gestoken. Pas ten tijde van keizer Ferdinand I keerde de rust terug. Zijn zoon Ferdinand II schonk het landgoed aan Leonard von Herberstein. Zijn familiewapen staat nog in de gevel.
Het landgoed kreeg verschillende eigenaars totdat in het revolutiejaar 1848 de grond onteigend werd. De voormalige eigenaar werd burgemeester. In 1878 telde Gutenhof 100 inwoners en werd gekocht door Franz Mayr von Melnhof. In 1903 werd het landgoed door een vrouw gekocht, Käthe Dreher, eigenaresse van een brouwerij. Het landgoed is nog steeds eigendom van haar familie.
Om het landgoed financieel te ondersteunen zijn een paardrijcentrum en een golfclub opgericht.

### Paardrijden
Er zijn verschillende maneges en hallen voor dressuurlessen. Er kan ook buiten gereden worden.

### Golfen
Gutenhof is de eerste golfclub in Oostenrijk met twee 18 holesgolfbanen, de West-baan en de Oost-baan. Beide banen liggen op het parkachtige landgoed Gutenhof en hebben een par van 73. Het clubhuis is gebouwd in traditionele 'colonial' stijl en in 2000 geheel gerenoveerd.

#### Toernooien
De club is gastheer geweest van enkele internationale toernooien zoals het Oostenrijks Open van de Europese PGA Tour in 1993 en het Austrian Ladies Open van de Ladies European Tour in 1996.
Zie ook de Lijst van golfbanen in Oostenrijk